# Martin Körbling

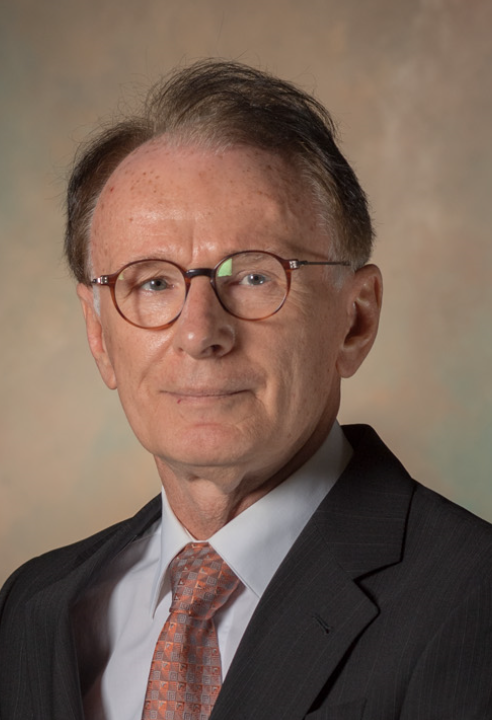
Martin Körbling, deutsch-amerikanischer Hämatologe, 2017

Martin Körbling (* 13. Juli 1946 in Speyer) ist ein deutsch-amerikanischer Internist und Hämatologe, Hochschulprofessor, medizinischer Forscher und Pionier der Blutstammzell-Transplantation.

## Karriere
Der Gymnasialzeit am Altsprachlich-Humanistischen Gymnasium zu Speyer folgte das Medizinstudium an der Ruprecht-Karls-Universität Heidelberg. Körblings Dissertation am Pharmakologischen Institut der Universität Heidelberg unter Leitung von Franz Gross befasste sich mit der pharmakologischen Wirkung der blutdrucksenkenden Substanz Nitroprussid. Im Anschluss an das Medizinstudium trat Körbling der renommierten Stammzell-Forschergruppe um Theodor M. Fliedner an der Universität Ulm bei. Auf Einladung der Medizinischen Fakultät der Johns Hopkins University in Baltimore, USA, begann er 1979 einen 2-jährigen Forschungsaufenthalt am dortigen Oncology Center unter Leitung von George Santos. Es folgten internistische Facharztausbildung und Habilitation an der Klinik für Hämatologie, Onkologie und Rheumatologie der Universität Heidelberg mit Zuerkennung der Professur in Innerer Medizin.
Im Rahmen seiner Stammzell-Forschertätigkeit und auf Einladung des Gesundheitsministeriums der UdSSR hatte Körbling 1988 zusammen mit dem damaligen Präsidenten der Internationalen Atomenergie-Organisation (IAEA) Hans Blix Gelegenheit, als erste westliche Beobachter die Folgeschäden am Atomreaktor IV und der benachbarten Industriestadt Prypjat zu sehen und zu dokumentieren.
1990 wurde Körbling an das US-amerikanische University of Texas MD Anderson Cancer Center berufen, wo er als klinischer Professor im Fachbereich Zelluläre Therapie und Stammzelltransplantation, und als Wissenschaftler auf dem Gebiet der Blutstammzell-Transplantation tätig war. Aufgrund seiner Forschertätigkeit wurde ihm 2005 die Staatsbürgerschaft der Vereinigten Staaten unter Beibehaltung der deutschen Staatsbürgerschaft zuerkannt. 2006 wurde Körbling mit dem National Leadership Award des Republikanischen Kongreß-Komitees der Vereinigten Staaten von Amerika ausgezeichnet. In seiner Eigenschaft als Hochschulprofessor initiierte und leitete Körbling ein Studentenaustausch-Programm zwischen der University of Texas und der Universität Heidelberg.

## Wissenschaftliche Leistungen
Körblings wissenschaftliche Leistungen in der Blutstammzellforschung und -Transplantation sind durch mehr als 150 publizierte, peer-reviewed wissenschaftliche Artikel in amerikanischen und europäischen Fachzeitschriften dokumentiert, darunter das renommierte The New England Journal of Medicine und das Publikationsorgan der Amerikanischen Gesellschaft für Hämatologie (ASH).
Aufbauend auf erste Ergebnisse der Forschergruppe um E.D. Thomas in den USA entwickelte Körbling in den späten 1970er Jahren an der Universität Ulm ein Modell der Stammzellapherese und Stammzelltransplantation im präklinischen Hundemodell. 1985 gelang Körbling  die erste erfolgreiche klinische Transplantation zirkulierender Blutstammzellen an der Medizinischen Universitätsklinik Heidelberg, ein Transplantationsverfahren, das heute die klinische Knochenmark-Transplantation weitgehend ersetzt hat. 1996 erbrachte er in einer ersten Serie von allogenen Stammzelltransplantationen den klinischen Beweis, dass Blutstammzellen in der Lage sind, das gesamte blutbildende System eines Menschen aufzubauen und lebenslang funktionsfähig zu unterhalten.
Seine weiterführende wissenschaftliche Tätigkeit erbrachte 2012 Hinweise darauf, dass das regenerative Potential von Stammzellen eine Plastizität aufweist und nicht absolut an Differenzierungsvorgaben gebunden ist. Diese Daten wurden im renommierten The New England Journal of Medicine publiziert und in einem Artikel der New York Times kommentiert. Als Experte der Apherese Technologie wurde Körbling ein US-Patent zuerkannt, das die Elimination zirkulierender Tumorzellen mittels der Nanotechnologie beschreibt.

## Veröffentlichungen (Auswahl)
- Autologous transplantation of blood-derived hemopoietic stem cells after myeloablative therapy in a patient with Burkitt's lymphoma. Blood., Martin Körbling, Dörken B, Ho AD, Pezzutto A, Hunstein W, Fliedner TM.  1986 Feb;67(2):529-32.
- Allogeneic blood stem cell transplantation for refractory leukemia and lymphoma: potential advantage of blood over marrow allografts. Blood., Martin Körbling, Przepiorka D, Huh YO, Engel H, van Besien K, Giralt S, Andersson B, Kleine HD, Seong D, Deisseroth AB et al.  1995 Mar 15;85(6):1659-65.
- Twenty-five years of peripheral blood stem cell transplantation Blood., Martin Körbling, Freireich EJ., 2011 Jun 16;117(24):6411-6. Review.
- Hepatocytes and epithelial cells of donor origin in recipients of peripheral-blood stem cells., Martin Körbling, Katz RL, Khanna A, Ruifrok AC, Rondon G, Albitar M, Champlin RE, Estrov Z,  N Engl J Med. 2002 Mar 7;346(10):738-46.
- Adult stem cells for tissue repair - a new therapeutic concept?, Martin Körbling, Estrov Z.  N Engl J Med. 2003 Aug 7;349(6):570-82. Review.

## Ehrungen und Mitgliedschaften

### Ehrungen
- 1976: Wissenschaftspreis der Stadt Ulm
- 1986: Karl Heinrich Bauer Preis aus Anlass des 600-jährigen Bestehens der Ruprecht-Karls-Universität Heidelberg
- 2006: National Leadership Award des National Republican Congressional Committee der Vereinigten Staaten von Amerika (Honorary Co-Chairman, Physicians’ Advisory Board)
- 2012: Ehrenmitgliedschaft der Deutschen Gesellschaft für Hämatologie und Onkologie (DGHO)[8][9]

### Professionelle Mitgliedschaften
- European Bone Marrow Transplant Group (EBMT)
- American Society of Hematology (ASH)
- International Society of Stem Cell Research (ISSCR)
- Deutsche Gesellschaft für Hämatologie und Onkologien (DGHO)
- European Hematology Association (EHA)